# Zivilgefangenenlager Neufahrwasser
Zivilgefangenenlager Neufahrwasser (Obóz dla jeńców cywilnych w Nowym Porcie) – jeden z niemieckich obozów przejściowych, zorganizowanych przez organa III Rzeszy na terenie Wolnego Miasta Gdańska po wybuchu II wojny światowej, funkcjonujący w Nowym Porcie (dzielnicy Gdańska) od pierwszych dni września 1939 do 31 marca 1940.

## Historia

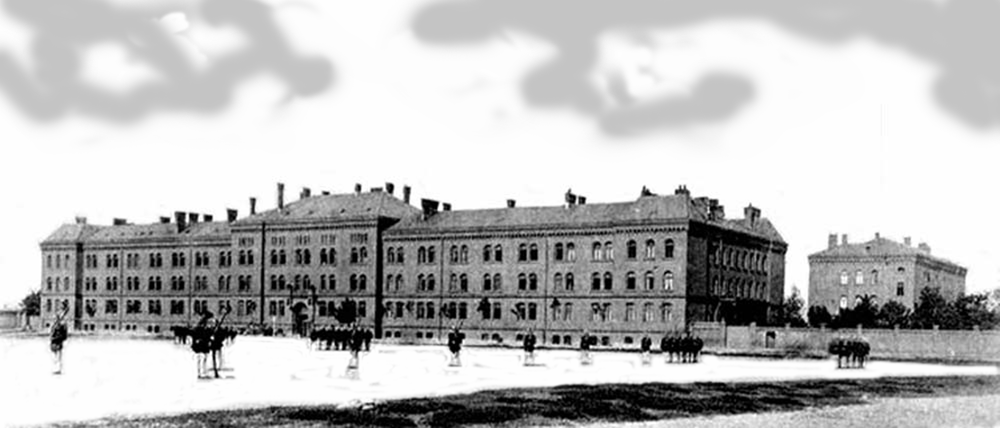
Pruskie koszary w Nowym Porcie

Obóz został zorganizowany w kompleksie byłych pruskich koszar artylerii, zbudowanych w latach 1883–1885. Od 11 marca 1922 do 1 września 1939 budynki te były własnością rządu polskiego; mieścił się w nich tzw. etap emigracyjny, ponadto wiele mieszkań zajmowanych przez obywateli polskich pracujących w Wolnym Mieście Gdańsku, świetlica Związku Polaków, szkoła podstawowa Macierzy Szkolnej, sala sportowa, Dom Harcerza oraz kaplica.
1 września 1939 roku nad ranem, prawdopodobnie jeszcze przed atakiem na Westerplatte, obiekty zostały zajęte przez oddziały policji, SS i SA. Polscy mieszkańcy zostali w większości aresztowani i – ponieważ miejsce to znajdowało się zbyt blisko Westerplatte, gdzie prowadzono walki – odesłani do Victoriaschule. Dopiero 7 września na terenie obozu ulokowano Komendanturę Obozów Jenieckich Gdańsk (Kommandantur der Gefangenenlager Danzig), na czele której stał SS-Obersturmbannführer Max Pauly. Od tego dnia zaczęły napływać kolejne grupy więźniów, m.in. 15 września przeniesiono tu wszystkich aresztowanych w Victoriaschule. W następnych miesiącach (aż do lutego 1940) kierowano do Nowego Portu transporty więźniów z obozów internowania z całego nowo utworzonego okręgu Gdańsk-Prusy Zachodnie. Oblicza się, że przez obóz przeszło ok. 10.000 więźniów – jednorazowo przebywało w nim ok. 3.000, a dodatkowo kilkaset pracowało w gospodarstwach rolnych na Żuławach. Niektóre osoby wywieziono do Piaśnicy i tam zamordowano. Od lutego 1940 rozpoczęto przenoszenie więźniów do Stutthofu. Również Komendantura Obozów Jenieckich Gdańsk została przeniesiona i przekształcona w komendę obozu Stutthof.
Komendanci obozu Neufahrwasser:
- wrzesień – grudzień 1939 SS-Hauptsturmführer Franz Christoffel
- grudzień 1939 – marzec 1940 SS-Obersturmführer Erich Gust